# Neukirchen an der Wild
Neukirchen an der Wild ist eine Ortschaft und als Neukirchen eine Katastralgemeinde der Gemeinde Brunn an der Wild im Bezirk Horn in Niederösterreich.

## Geschichte
Laut Adressbuch von Österreich waren im Jahr 1938 in der Ortsgemeinde Neukirchen ein Bäcker, ein Dachdecker, ein Gastwirt, zwei Gemischtwarenhändler, ein Schmied, ein Schneider und eine Schneiderin und ein Schuster ansässig.

## Siedlungsentwicklung
Zum Jahreswechsel 1979/1980 befanden sich in der Katastralgemeinde Neukirchen insgesamt 38 Bauflächen mit 30.657 m² und 61 Gärten auf 131.383 m², 1989/1990 gab es 61 Bauflächen. 1999/2000 war die Zahl der Bauflächen auf 151 angewachsen und 2009/2010 bestanden 59 Gebäude auf 146 Bauflächen.

## Bodennutzung
Die Katastralgemeinde ist landwirtschaftlich geprägt. 197 Hektar wurden zum Jahreswechsel 1979/1980 landwirtschaftlich genutzt und 45 Hektar waren forstwirtschaftlich geführte Waldflächen. 1999/2000 wurde auf 203 Hektar Landwirtschaft betrieben und 47 Hektar waren als forstwirtschaftlich genutzte Flächen ausgewiesen. Ende 2018 waren 195 Hektar als landwirtschaftliche Flächen genutzt und Forstwirtschaft wurde auf 47 Hektar betrieben. Die durchschnittliche Bodenklimazahl von Neukirchen beträgt 39,8 (Stand 2010).

## Kultur und Sehenswürdigkeiten
- Katholische Pfarrkirche Neukirchen an der Wild hl. Martin